# الأب الكبير (فلم)
الأب الكبير هو فيلم كوميدي أمريكي إنتاج عام 1999 إخراج دينيس دوغان وبطولة آدم ساندلر .

## القصة
يعمل سوني كوفاكس (آدم ساندلر) في أعمال حرة بسيطة بنيويورك، على الرغم أنه خريج كلية الحقوق، إلا أن طبعه الكسولي الذي لا يعتمد عليه ولا يتحمل المسؤولية، معتمدا في معيشته على إستثماره من تعويض مالي حصل عليه إثر حادث سيارة. تيأس صديقته فانيسا (كريستي سوانسون) من لا مبالاته وأسلوب حياته، فتهدد بالانفصال عنه إذا لم يتغير، يقرر سوني التغير من نفسه وحياته بأكملها من أجل إنقاذ علاقته بصديقته، وذلك حين يسافر زميله في رحلة عمل، وتترك صديقته السابقة إبنها معه، فيجدها سوني فرصة لتغير وضعه مع صديقته من خلال عنايته بالطفل. لتبدأ المفارقات الكوميدية بين سوني الذي يتقمص دور الأب وبين الطفل ذو الـ5 سنوات، ورغم أن محاولته لاستعادة صديقته والتي باتت بالفشل، فيجد نفسه متعلقا بالطفل ويقرر تبنّيه.

## الطاقم
- آدم ساندلر بدور سوني كوفاكس
- ديلان وكول سبراوس بدور جوليان ماكجراث
- جوي لورين ادمز بدور ليلى مالوني
- جون ستيوارت (كوميدي أمريكي) بدور كيفن جيريتي
- ليزلي مان بدور كورين مالوني

## جوائز وترشيحات
| عام  | الجائزة                          | الفئة                                                                                           | النتيجة |
| ---- | -------------------------------- | ----------------------------------------------------------------------------------------------- | ------- |
| 2000 | Blockbuster Entertainment Awards | Favorite Actor - Comedy: Adam Sandler                                                           | فوز     |
| 2000 | Blockbuster Entertainment Awards | Favorite Supporting Actor - Comedy: Cole Sprouse & Dylan Sprouse                                | رُشِّح     |
| 2000 | Blockbuster Entertainment Awards | Favorite Supporting Actress - Comedy: Joey Lauren Adams                                         | رُشِّح     |
| 2000 | BMI Film & TV Awards             | Teddy Castellucci                                                                               | فوز     |
| 2000 | GLAAD Media Awards               | Outstanding Film                                                                                | رُشِّح     |
| 2000 | Kids' Choice Awards              | Favorite Movie                                                                                  | فوز     |
| 2000 | Kids' Choice Awards              | Favourite Movie Actor - Adam Sandler                                                            | فوز     |
| 2000 | MTV Movie + TV Awards            | Best Comedic Performance - Adam Sandler                                                         | فوز     |
| 2000 | MTV Movie + TV Awards            | Best Male Performance - Adam Sandler                                                            | رُشِّح     |
| 2000 | MTV Movie + TV Awards            | Best On-Screen Duo - Adam Sandler, Cole Sprouse, Dylan Sprouse                                  | رُشِّح     |
| 2000 | People's Choice Awards           | Favorite Comedy Motion Picture                                                                  | فوز     |
| 1999 | Teen Choice Awards               | Film - Movie of the Summer                                                                      | فوز     |
| 2000 | Young Artist Awards              | Best Performance in a Feature Film - Young Actor Age Ten or Under: Cole Sprouse & Dylan Sprouse | رُشِّح     |
| 1999 | YoungStar Awards                 | Best Performance by a Young Actor in a Comedy Film: Cole Sprouse & Dylan Sprouse                | رُشِّح     |

## روابط خارجية
- مقالات تستعمل روابط فنية بلا صلة مع ويكي بيانات